# Энкантс

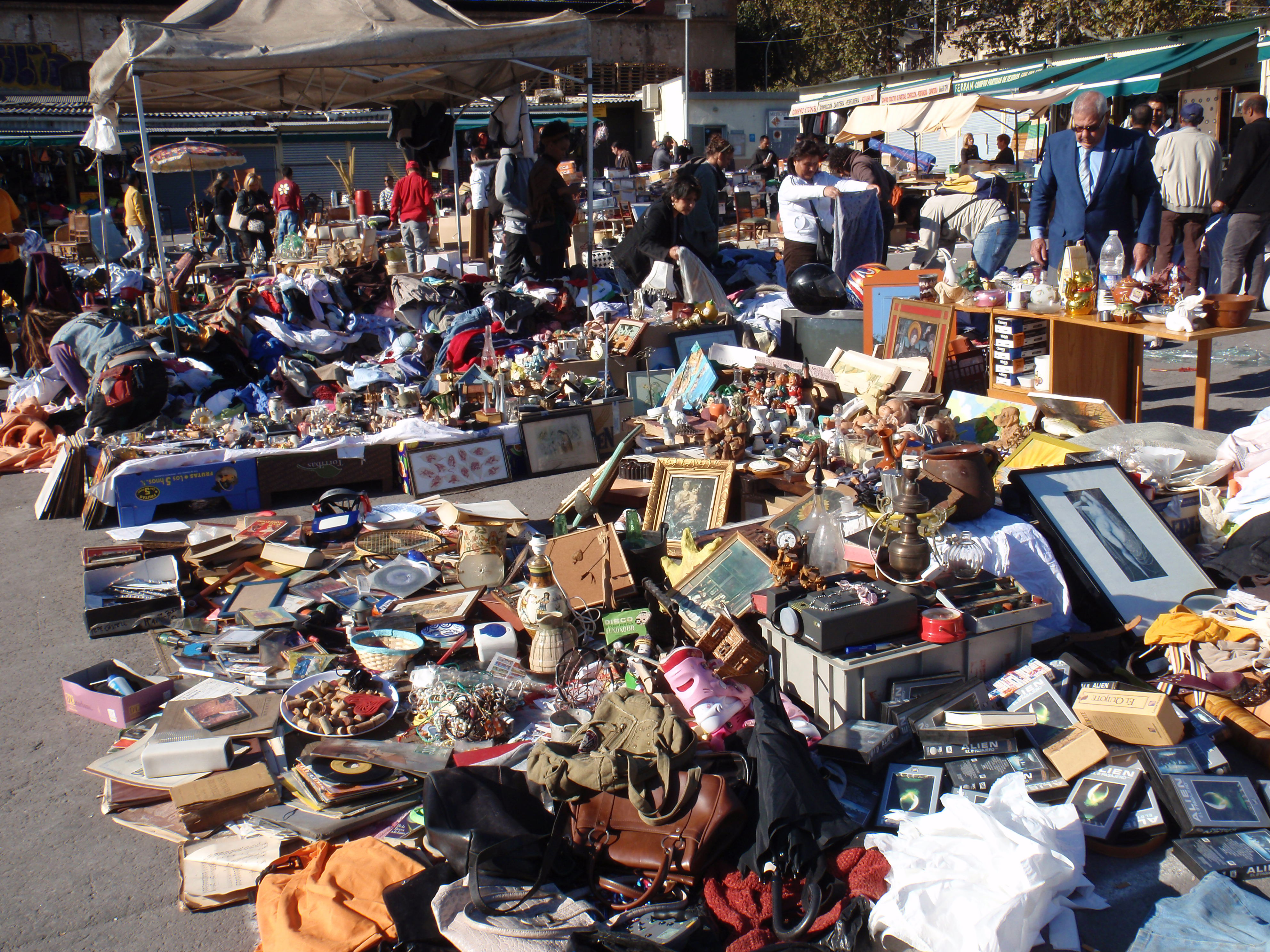
Рынок на прошлом месте, к северу от Пласа-де-лас-Глориес-Каталанес.

Энкантс (кат. Els Encants Vells, исп. Encantes viejos, ранее также Mercat Fira de Bellcaire) — блошиный рынок в Барселоне, ведущий свою историю от одного из старейших уличных базаров Европы и Испании. За время существования рынок неоднократно перемещался с места на место, в настоящее время располагаясь к юго-западу от площади Пласа-де-лас-Глориес-Каталанес.
Уличная торговля в Барселоне существует на протяжении семи или восьми столетий. Одним из первых её мест в течение нескольких веков был рынок на площади Святого Иакова напротив одноимённой церкви. К XIX веку в разных местах города функционировало несколько рынков, открытых три дня в неделю. Одна из старейших площадок располагалась сразу за городскими стенами, на бывшем оживлённом тракте римских времён. В 1882 году здесь был построен продуктовый рынок Меркадо-де-Сент-Антони. Ко Всемирной выставке 1888 года по решению городских властей сюда, на проспект Мистраль, переместился и Энкантс, образовав крупнейший торговый комплекс своего времени. Один только Энкантс насчитывал 700—800 вытянувшихся по окрестным улицам торговых мест, помимо многочисленных нелегальных уличных торговцев.
В 1928 году в качестве временной меры рынок перенесли на северо-запад от площади Пласа-де-лас-Глориес-Каталанес, где он пробыл до 2013 года. В 2006, после рассмотрения нескольких проектов, было одобрено предложение о перемещении рынка на другую сторону площади, рядом с Национальным Театром. 25 сентября 2013 рынок открылся на новом месте, на первом открытом этаже здания торгового центра, стоимость сооружения которого составила 55 млн евро. Рынок работает по понедельникам, средам, пятницам и субботам с 9 до 20 часов. В часы перед открытием проводятся публичные аукционы. Посещаемость рынка Энкантс составляет, по данным IMMB, 100 тысяч посетителей в неделю.